# 증거조사
증거조사라 함은 법관의심증형성을 위하여 법정의 절차에 따라 인적-물적 증거의 내용을 오관의 작용에 의하여 지각하는 법원의 소송행위이다. 고유한 증거조사 이외에 그 준비로서 또는 그 사실에 즈음하여 여러 가지 행위가 행하여지는데, 이와 같이 증거조사와 관련하여 행하여지는 법원 및 당사자의 행위를 합쳐서 증거조사절차라고 부른다. 당사자 사이에 다툼이 있는 사실의 진위가 어떠한가를 증거에 의하여 확정하기 위한 증거조사절차가 실시되게 된다. 변론주의 하에서 증거조사는 원칙적으로 당사자가 신청한 증거에 대하여 행하여진다. 예외적으로 당사자가 신청한 증거에 의하여 심증을 얻을 수 없거나, 그 밖에 필요하다고 인정하는 때에는 직권으로 증거조사를 할 수 있다. 그 밖에 법원은 공공기관 등에 필요한 조사를 촉탁할 수 있고, 공공기관 등에 감정을 촉탁할 수 있고, 직권으로도 당사자본인을 신문할 수 있다. 그 근거는 사항의 공익성 또는 변론주의의 폐해 조절 등 여러 가지이다.

## 참고 문헌
- 조상희, 『법학전문대학원 민사소송법 기본강의』. 한국학술정보(주), 2009. ISBN 9788953423077